# Міттельпельніц
Міттельпельніц (нім. Mittelpöllnitz) — громада в Німеччині, розташована в землі Тюрингія. Входить до складу району Заале-Орла. Складова частина об'єднання громад Триптіс.
Площа — 5,01 км2. Населення становить 274 ос. (станом на 31 грудня 2021).